# 吉隆建設
吉隆建股份有限公司（簡稱吉隆建設）是一家總部設立於高雄市的建築營造商，1982年8月23日成立，多次獲得國家建築金獎，曾經多次獲得台灣誠信建商。

## 關係企業組織
- 祥傑建設[2]

## 代表作品
吉隆天森、吉隆禮鄰、湯之園、亨利王、湖濱藝墅、名人巷（東港明珠）、吉隆華城、星墅DC、采楓別墅、吉隆天藝、吉隆新合院、吉隆橘品、吉隆御品、大隱橘園2、大隱橘園、吉隆御墅、大橘鎮、文山雅墅、第一官邸、五甲高雄城、泛美大別墅、大高雄唐莊
最具代表性：
吉隆天森、泛美大鎮、泛美財經廣場、亨利王、第一志願

## 外部連結
- 便宜2成 吉隆建設高市推低價別墅 （页面存档备份，存于）